# Torneo de Apertura ARUSA 2001
El Torneo de Apertura ARUSA de 2001 fue un torneo de rugby de primera división de Chile.
El campeón del torneo fue el club Stade Français.

## Primera fase
| Pos. | Equipo               | Encuentros | Encuentros | Encuentros | Encuentros | Tantos | Tantos | Tantos | Puntos |
| Pos. | Equipo               | PJ         | PG         | PE         | PP         | F      | C      | Dif    | Puntos |
| ---- | -------------------- | ---------- | ---------- | ---------- | ---------- | ------ | ------ | ------ | ------ |
| 1.º  | Stade Français       | 8          | 7          | 0          | 1          | 252    | 126    | +126   | 22     |
| 2.º  | Old Boys             | 8          | 7          | 0          | 1          | 216    | 90     | +126   | 22     |
| 3.º  | COBS                 | 8          | 4          | 1          | 3          | 248    | 186    | +62    | 17     |
| 4.º  | Old Macks            | 8          | 4          | 0          | 4          | 195    | 128    | +67    | 16     |
| 5.º  | Alumni SC            | 8          | 4          | 0          | 4          | 181    | 148    | +33    | 16     |
| 6.º  | Los Troncos          | 8          | 3          | 1          | 4          | 309    | 172    | +137   | 15     |
| 7.º  | PWCC                 | 8          | 3          | 0          | 5          | 157    | 159    | -2     | 14     |
| 8.º  | Universidad Católica | 8          | 3          | 0          | 5          | 92     | 229    | +137   | 14     |
| 9.º  | Universidad de Chile | 8          | 0          | 0          | 8          | 27     | 439    | -412   | 7      |

#### Final
| 23 de junio de 2001 | Stade Français | 13 - 8 | Old Boys |  |  |

| Bandera de Chile       |
| Campeón Stade Français |